# SVV in het seizoen 1954/55
Het seizoen 1954/1955 was het eerste jaar in het bestaan van de Schiedamse betaaldvoetbalclub SVV. De club kwam uit in de Eerste klasse B en eindigde op de vierde plaats, dit betekende dat de club in het nieuwe seizoen uitkwam op het hoogste voetbalniveau.

## Wedstrijdstatistieken

### Eerste klasse D(afgebroken)
|       | ADO | Bleijerheide | Brabantia | D.F.C. | Eindhoven | Emma  | Feijenoord | Juliana | LONGA | MVV   | NOAD | Sparta |
| ----- | --- | ------------ | --------- | ------ | --------- | ----- | ---------- | ------- | ----- | ----- | ---- | ------ |
| Thuis | –   | –            | 3 – 0     | 2 – 0  | 3 – 0     | 0 – 2 | –          | –       | –     | –     | –    | 3 – 2  |
| Uit   | –   | –            | –         | –      | –         | –     | 2 – 5      | 3 – 3   | 1 – 2 | 0 – 1 | –    | –      |

### Eerste klasse B
|       | ADO   | Brabantia | DWS   | EDO   | Elinkwijk | Fortuna '54 | Heerenveen | Heracles | Rigtersbleek | Sittardia | Sparta | Wageningen | Willem II |
| ----- | ----- | --------- | ----- | ----- | --------- | ----------- | ---------- | -------- | ------------ | --------- | ------ | ---------- | --------- |
| Thuis | 2 – 2 | 3 – 1     | 4 – 0 | 0 – 1 | 1 – 3     | 2 – 2       | 2 – 3      | 3 – 1    | 3 – 0        | 3 – 2     | 2 – 1  | 3 – 2      | 0 – 0     |
| Uit   | 3 – 2 | 1 – 4     | 5 – 1 | 2 – 1 | 0 – 1     | 3 – 2       | 4 – 4      | 3 – 1    | 2 – 3        | 2 – 2     | 1 – 1  | 0 – 2      | 6 – 1     |

## Statistieken SVV 1954/1955

### Eindstand SVV in de Nederlandse Eerste klasse B 1954 / 1955
| Stand | Gespeeld | Gewonnen | Gelijk | Verloren | Punten | Doelpunten voor | Doelpunten tegen |
| ----- | -------- | -------- | ------ | -------- | ------ | --------------- | ---------------- |
| 4e    | 26       | 11       | 6      | 9        | 28     | 53              | 50               |

### Eindstand SVV in de Nederlandse Eerste klasse D 1954 / 1955 (afgebroken)
| Stand | Gespeeld | Gewonnen | Gelijk | Verloren | Punten | Doelpunten voor | Doelpunten tegen |
| ----- | -------- | -------- | ------ | -------- | ------ | --------------- | ---------------- |
| 2e    | 9        | 7        | 1      | 1        | 15     | 22              | 10               |

### Topscorers
| #      | Naam              | Goal |
| ------ | ----------------- | ---- |
| 1.     | Peet Geel         | 14   |
| 2.     | Henk Könemann     | 13   |
| 2.     | Gerrit van Pelt   | 13   |
| 4.     | Jo Maltha         | 7    |
| 5.     | Jan van Schijndel | 5    |
| 6.     | Jan Poulus        | 1    |
| Totaal | Totaal            | 53   |

| #              | Naam                | Goal |
| -------------- | ------------------- | ---- |
| 1.             | Henk Könemann       | 8    |
| 2.             | Peet Geel           | 4    |
| 2.             | Gerrit van Pelt     | 4    |
| 4.             | Jo Maltha           | 3    |
| 5.             | Jan van Schijndel   | 2    |
| Eigen doelpunt |                     |      |
| –              | Piet van Dijk (MVV) | 1    |
| Totaal         | Totaal              | 22   |